# Gare de Sidi Abdelaziz
La gare de Sidi Abdelaziz est une gare ferroviaire algérienne située sur le territoire de la commune de Sidi Abdelaziz dans la wilaya de Jijel.

## Situation ferroviaire
La gare est située au nord-est de la commune de Sidi Abdelaziz, sur la ligne de Ramdane Djamel à Jijel. Elle est précédée de la gare d'El Ancer et suivie de celle de Bazoul.

## Service des voyageurs

### Desserte
La gare de Sidi Abdelaziz est desservie par les trains régionaux de la liaison Constantine - Jijel,.